# 인디고 (보드 게임)

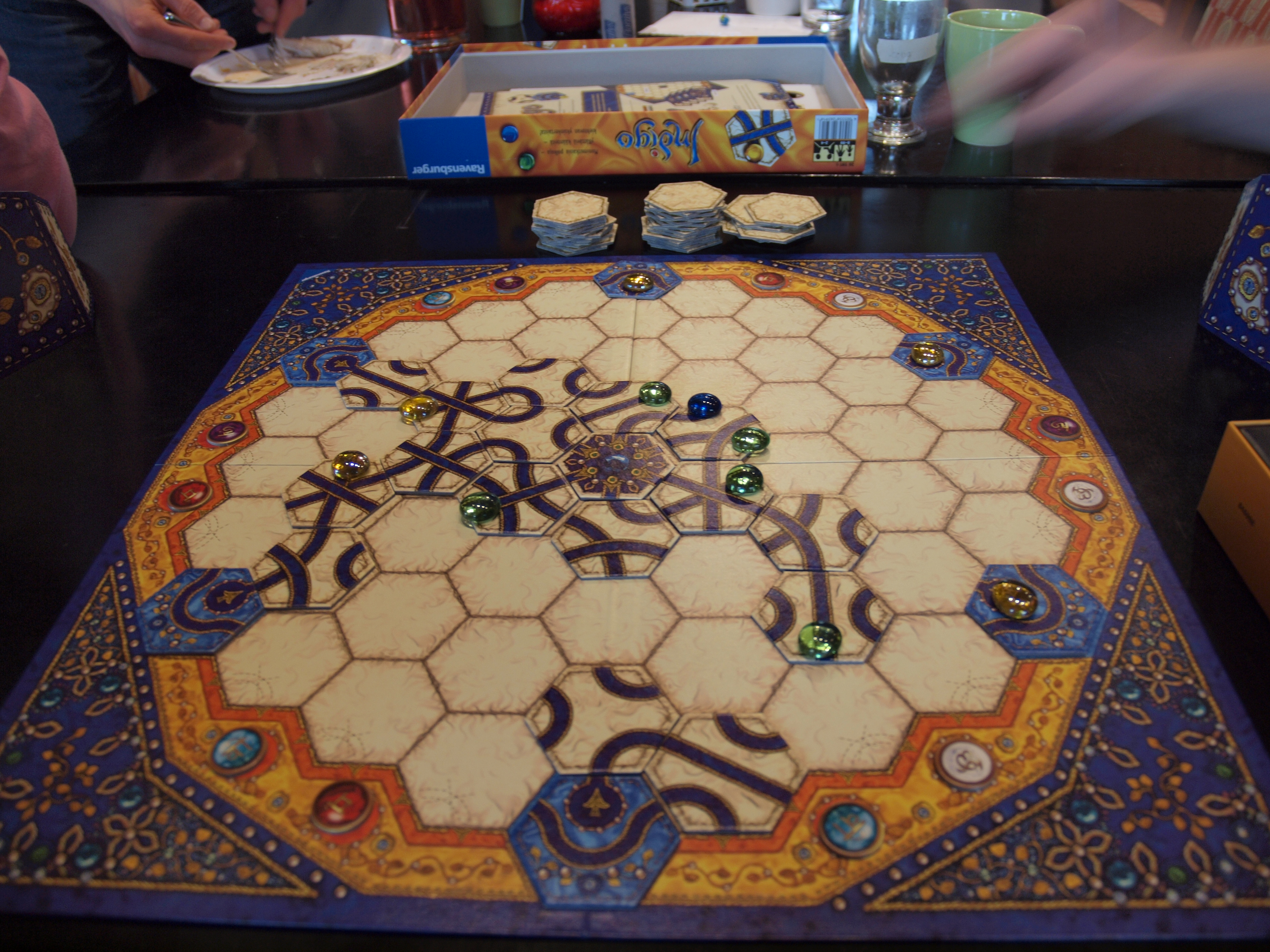
인디고

인디고(Indigo)는 라이너 크니지아(Reiner Knizia)가 개발하고 라펜스부르거(Ravensburger)사가 2012년에 출판한 보드게임이다.

## 규칙
인디고는 2~4인용 게임이다. 게임의 개념은 타일을 배치해 보드에서 보석을 수집하는 것이다. 보드는 일정한 간격으로 중앙에 타일 1개, 가장자리에 타일 6개를 취하는 육각형의 격자 형태이다. 보드의 나머지는 비어 있다. 중앙의 타일 위에 보석 6개를 놓는데, 사파이어 1개, 에메랄드 5개이다. 가장자리의 타일 6개에는 토파즈 1개씩을 놓는다. 토파즈가 있는 타일 사이의 보드 가장자리는 플레이어의 색상으로 표시된다. 플레이어의 수에 따라 플레이어는 자신에게 속한 가장자리 전부를 갖거나, 다른 플레이어와 가장자리를 공유하거나, 둘 모두를 가질 수 있다.
자신의 차례에 보드 위의 임의의 장소에 타일을 배치한다. 그 타일은 다른 타일들과 경로를 만든다. 그 타일이 보석을 갖고 있는 타일의 가장자리에 닿으면, 그 보석은 형성된 경로를 따라서 이동하다가 빈 공간, 보드의 가장자리, 또는 다른 보석에 부딪히면 멈춘다.
보드의 가장자리에 도달한 보석은 게임에서 제거되며, 가장자리 소유자의 재산이 된다. 2명의 플레이어가 그 가장자리를 공유한 경우, 한 명은 그 보석을 갖고 다른 한 명은 저장소에서 같은 종류의 보석을 1개 갖는다. 2개의 보석이 충돌한 경우, 보석은 게임에서 제거되며, 어느 플레이어의 재산도 되지 않는다. 중앙 타일에 있는 사파이어는 에메랄드 5개 전부가 이미 플레이된 후에는 제거될 수 있다.
게임은 보석이 보드에 남아있지 않으면 끝난다. 그 후 플레이어의 보석은 점수가 매겨진다. 각 사파이어는 3점, 각 에메랄드는 2점, 각 토파즈는 1점이다. 가장 많은 점수를 획득한 플레이어가 승리한다.